# Turkologie

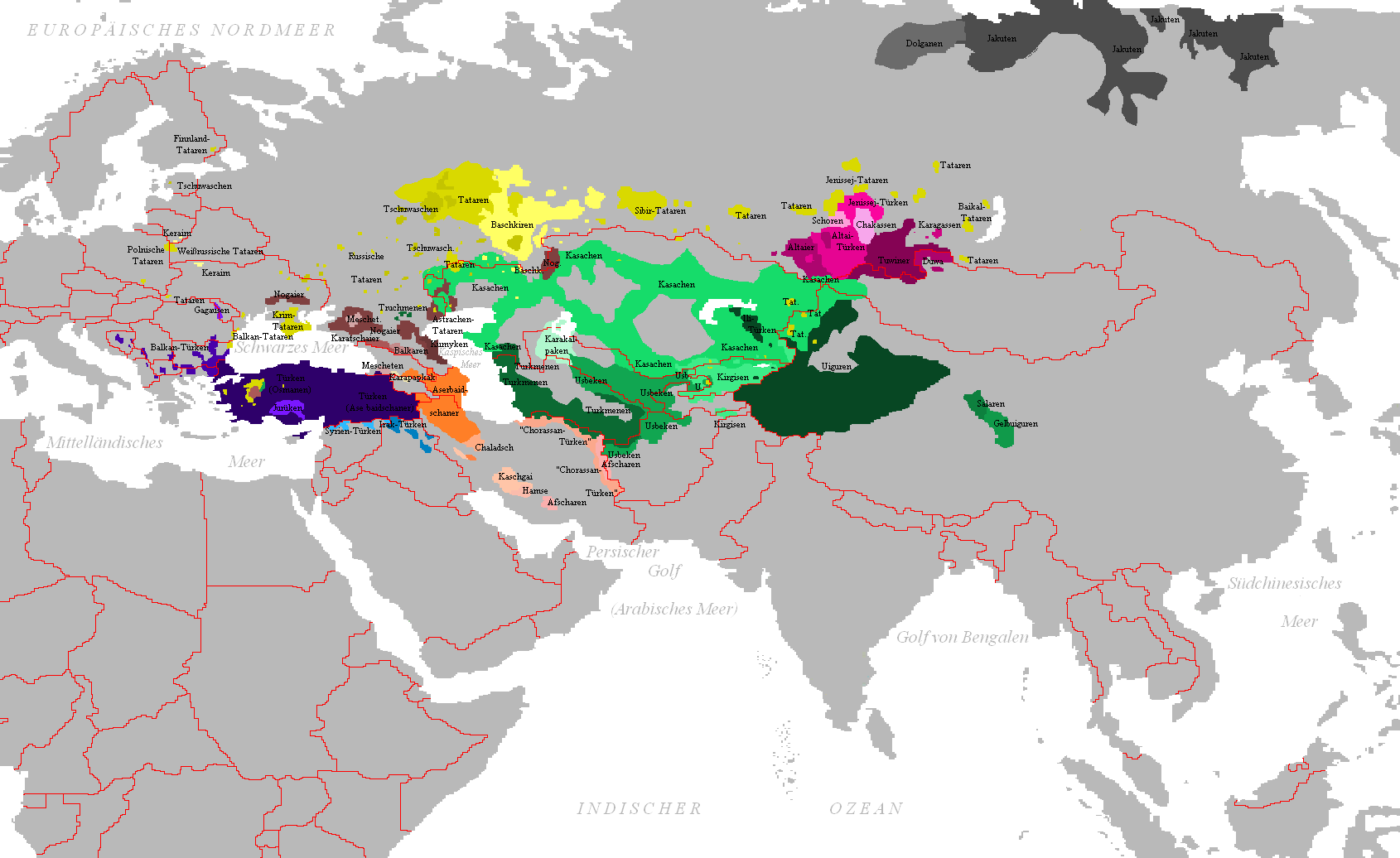
Rozšíření turkických jazyků

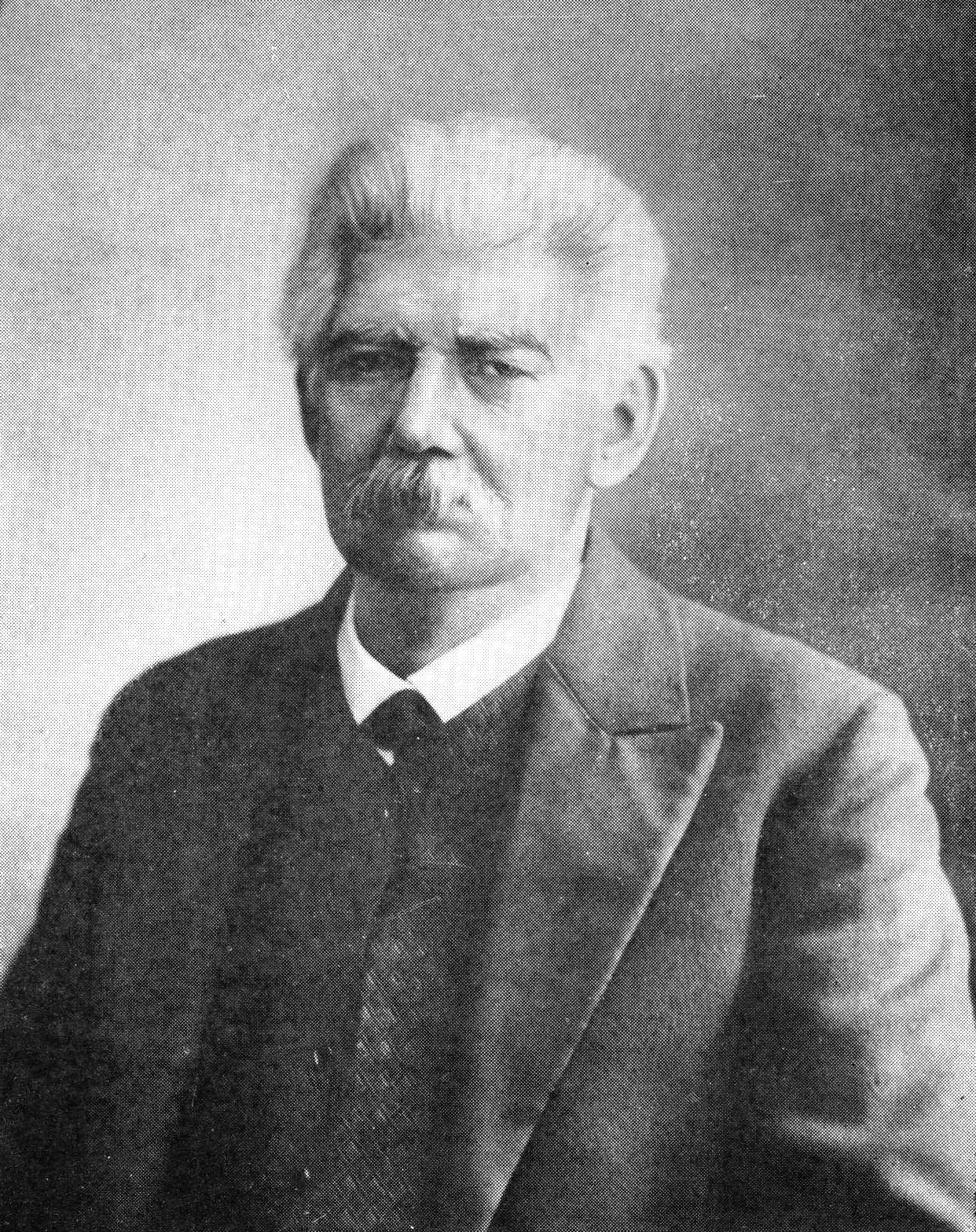
Vasilij Vasiljevič Radlov, nebo také Friedrich Wilhelm Radloff (1837-1918)

Turkologie je humanitní věda, či komplex humanitních věd, které studují jazyky, historii, literaturu, folklór, kulturu a etnografické znaky lidí hovořících turkickými jazyky a turkických národů (v minulosti často též nazývaných turkotatarské národy).

## Popis oboru
Studium zahrnuje široké spektrum etnik žijících od východní Sibiře až po Balkán. Největší jsou Turci, Ázerbájdžánci, Uzbeci, Ujgurové, Kazaši, Tataři, Turkmeni, Kyrgyzové, Baškirové, Čuvaši a Kaškajové. Jazyky pak turečtina, ázerbájdžánština, uzbečtina a kazaština.
Za prvního turkologa bývá považován ujgurský učenec 11. století Mahmúd al-Kašgarí, který začal turkické jazyky studovat a sepsal první jejich slovník Díwánu l-Lugat al-Turk (1072-1074). V Evropě se zájem soustředil na Osmany a turečtinu, v 17. století nacházíme přelomové dílo Francisci a Mesgnien Meninského, latinsko-turecký slovník a slovník turečtiny (Thesaurus Linguarum Orientalium) z roku 1680. V 19. století sehráli klíčovou roli při rozvoji moderní turkologie Dán Vilhelm Thomsen a Rus Vasilij Radlov.
Ve 20. století vznikla první odborná periodika Türkische Bibliothek (1905–27) či Mitteilungen zur Osmanischen Geschichte (1921–26). V éře stalinismu se turkologie stala v Sovětském svazu jednou z pronásledovaných věd. Turkická identita ohrožovala Stalinovu geopolitickou a nacionalizační koncepci. To vedlo k tomu, že se téma, jako tabuizované, stalo velmi politickým a atraktivním a přitáhlo ovšem i různé teoretiky balancující na pomezí vědy, jejichž dílo vešlo ve známost většinou v éře perestrojky (zejm. Lev Gumiljov; turkologem byl mj. i Vladimir Žirinovskij, který vstoupil v Rusku do politiky).

## Významné osobnosti

### Představitelé české turkologie
- Luděk Hřebíček
- Petr Kučera
- Tomáš Laně
- Jan Rypka
- Helena Turková

### Představitelé turkologie ve světě
- Vladimir Dal
- Vasilij Bartold
- Seraja Šapšal
- Agop Dilâçar
- Lev Gumiljov
- Gabdulchaj Achatov
- András Róna-Tas